# Rugă (album)
Rugă este un album lansat de Valeriu Sterian și Compania de Sunet în data de 13 iulie 1998, prin intermediul Roton. Acest prim material editat pe suport compact disc și al doilea înregistrat la „B’Inișor” – propriul studio al lui Vali Sterian, reprezintă totodată ultima pagină de creație din cariera artistului. Prin cele 14 cântece, muzicianul revine la folk, după o perioadă destul de lungă în care a lansat albume orientate mai mult către rock. Piesele sunt interpretate aproape în întregime cu instrumente acustice, iar textele cu implicații filozofice au fost foarte apreciate la vremea respectivă. Protestul politico-social în forma directă prezent pe albumele din primii ani postdecembriști lasă loc pe discul Rugă unor abordări mult mai profunde și meditative asupra vieții și a sensurilor ei. Albumul începe și se încheie simetric, cu melodia omonimă, în două variante de interpretare: prima cu participarea lui Sorin Minghiat la flaut, iar cea din urmă alături de un cor de copii. „Rugă” a fost compusă pe versurile scrise de Corneliu Coposu în perioada de detenție politică și marchează unul din momentele de vârf din creația nouăzecistă a lui Sterian. Piesa a fost preluată, între alții, de Paula Seling (pentru Albumul de Crăciun, 2002) și de Cristian Pațurcă, figurând pe discul Tu ești iarna (Colinde) (2010). Nu doar acest cântec, ci întregul album este dedicat lui Corneliu Coposu, Vali Sterian cântând în deschiderea concertului de lansare în fața bustului seniorului de lângă Biserica Kretzulescu din centrul Capitalei. Alte piese care se remarcă sunt: „Dacă” (pe versurile cunoscutului poem al lui Rudyard Kipling, tradus și adaptat în limba română de același Coposu), „Anotimpuri” (preluată de grupul Omul cu Șobolani și editată pe EP-ul Retro din 2011), „Pariu pe o lacrimă”, „Viață duplicitară”. „Balada criticului” (cu titlul inițial „Balada cronicarului de muzică ușoară de la oricare revistă săptămânală”) face notă discordantă în contextul albumului de față. Este singura compoziție ce nu-i aparține lui Sterian, fiind o veche piesă de factură country, compusă de Dan Andrei Aldea în perioada 1970–1971 și dedicată fraților Octavian și Florin-Silviu Ursulescu.

## Piese
1. Rugă I
2. Viață duplicitară
3. Anotimpuri
4. Te port în gând
5. Viața la bloc
6. Dacă
7. Reformă cu algoritm
8. Farfurii zburătoare
9. Pariu pe o lacrimă
10. Rubedenii
11. Bloody Marry
12. Resemnare
13. Balada criticului
14. Rugă II

Muzică: Valeriu Sterian (1-12, 14); Dan Andrei Aldea (13)

Versuri: Valeriu Sterian (2-5, 7-10, 12); Corneliu Coposu (1, 14); Rudyard Kipling - trad. Corneliu Coposu (6); Dan Andrei Aldea (13)

## Personal
- Valeriu Sterian – voce, chitară, percuție, muzicuță, pian (1-14)
- Mihai Neniță – vioară, pian (6, 13)
- Dan Pirici – bas (2, 3, 5-8, 13)
- Oliver Sterian – percuție (1, 3, 5, 7, 8, 12, 13)
- Fredy Onofrei – chitară (5, 8, 13)
- Gaby Joițoiu – violoncel (6, 12)
- Sorin Minghiat – flaut (1)
- Mircea Bodolan – voce (13)
- Doru Stănculescu – voce (3, 8)
- Corul de copii „Greierașul” – dirijor Daniela Tudorăncescu (14)

Înregistrări muzicale și mixaje realizate în studioul „B’Inișor”, București, 1998.
Digital mastering: Adrian Enescu. Copertă: Mihaela Grigorescu. Prezentare grafică: Artspectrum. Producător: Compania de Sunet S.R.L., București.